# Craig Brown
James Craig Brown, CBE (1. července 1940 Hamilton – 26. června 2023 Ayr) byl skotský fotbalista, záložník. Po skončení aktivní kariéry působil jako trenér.

## Fotbalová kariéra
Začínal v Rangers FC. Dále hrál ve Skotsku za Dundee FC a Falkirk FC. Kariéru ukončil po zranění.

## Trenérská kariéra
V letech 1977–1987 trénoval Clyde FC. V letech 1986–1993 byl trenérem skotské reprezentace, s týmem se probojoval na Mistrovství Evropy ve fotbale 1996 a Mistrovství světa ve fotbale 1998. V letech 2002–2004 trénoval v Anglii Preston North End FC, v letech 2009–2010 ve Skotsku Motherwell FC a v letech 2010–2013 Aberdeen FC.